# طرخشقون خشن
طرخشقون خشن (الاسم العلمي:Taraxacum scabrum) هو نوع من النباتات يتبع جنس الطرخشقون من الفصيلة النجمية.